# Liverpool Express
Liverpool Express é uma banda de rock britânica dos anos 1970.
Eles são mais conhecidos por canções como "You Are My Love" (no Brasil, foi tema da novela Um Sol Maior de 1977) e "Every Man Must Have A Dream", além de vários hits nas paradas. O Liverpool Express foi a primeira banda a fazer uma grande turnê na América do Sul.
Um sample da canção "You Are My Love" é utilizada como principal base da música Vida Loka I do grupo de rap Racionais MC's.

## Membros
- Billy Kinsley (William Ellis Kinsley, 28 de novembro de 1946, Anfield, Liverpool) - baixista
- Roger Scott Craig - pianista / tecladista
- Tony Coates - vocalista / guitarrista
- Derek Cashin - baterista (substituído por Pete Kircher em 1979)
- John Ryan - baterista / vocal de apoio (1976–1981) - anteriormente com as bandas Nickelodeon, RoadRunner e Health Farm, em seguida participou da The Swinging Blue Jeans.

## Discografia
- 1976 - Tracks
- 1978 - Dreamin
- 1979 - LEX
- 2002 - The Best of Liverpool Express
- 2003 - Once Upon A Time